# Stanton-by-Dale
Stanton-by-Dale – wieś w Anglii, w hrabstwie Derbyshire, w dystrykcie Erewash. Leży 12 km na wschód od miasta Derby i 179 km na północny zachód od Londynu.